# 乙酰乙酸铝
乙酰乙酸铝是一个铝离子与三个乙酰乙酸阴离子形成的配合物，化学式C18H27AlO9，它在医学上用作抗酸药。在材料科学方面，它也可以用作热固化剂。